# كودزر (مقاطعة فراهان)
كودزر (بالفارسية: کودزر) هي قرية تقع في مركزي في إيران. يقدر عدد سكانها بـ 612 نسمة بحسب إحصاء 2016.